# Arnoglossus rueppelii
Arnoglossus rueppelii is een  straalvinnige vissensoort uit de familie van botachtigen (Bothidae). De wetenschappelijke naam van de soort is voor het eerst geldig gepubliceerd in 1844 door Cocco.
De soort staat op de Rode Lijst van de IUCN als niet bedreigd, beoordelingsjaar 2009.